# Nick Cave
Nicholas Edward Cave més conegut com a Nick Cave (Warracknabeal, Austràlia, 22 de setembre de 1957) és un músic, escriptor, actor i compositor de cinema australià. Actualment resideix a Hove, Anglaterra.
La seva fama es deu, en major part, a la seva banda Nick Cave and The Bad Seeds. Amb una llarga marxa que va començar a principis dels anys 70, la seva música es caracteritza per un to de desolació fosc i sinistre.
A pesar que molts grups musicals produeixen música etiquetables de la mateixa manera, el so de Nick Cave evita els recursos habituals del gènere, com música "fantasmagòrica" afectada o distorsions digitals. Amb una important base de guitarres elèctriques (i piano en els últims àlbums de The Bad Seeds) i unes lletres cuidades en extrem, Nick Cave podria agrupar-se entre grups i cantautors com Tom Waits, PJ Harvey, Leonard Cohen, Shane MacGowan, entre d'altres, tots ells seguidors d'una estètica bohèmia i urbana, però alhora altament espiritual i humana.

## Biografia

### La joventut
Warracknabeal és un poble molt petit a l'estat australià de Victòria. Nick Cave té dos germans més grans, Timothy i Peter, i una germana més petita, Julie. Des de petit es trasllada a Wangaratta. El seu pare, Colin Cave, era professor de literatura i la seva mare, Dawn, bibliotecària. Els seus pares eren anglicans, i la família assisteix a la catedral de Wangaratta, on el petit Nick canta al cor infantil.
El 1970, el jove Cave té problemes amb les autoritats escolars de la seva escola, i els seus pares decideixen enviar-lo a l'Escola Gramatical Caulfield de Melbourne. Allà s'uneix al cor de l'escola i practica el piano. El 1971 la seva família es muda amb ell a Melbourne.
Després de la seva educació secundària Nick estudia pintura a l'Institut Tecnològic de Caulfield entre 1976 i 1977. A prop d'aquestes dates comença el seu consum d'heroïna. El seu pare mor en un accident automobilístic quan Nick tenia 19 anys.

### Inicis musicals
El 1973 Cave coneix a Caulfield Grammar a Mick Harvey, Tracy Pew i Phill Calvert, respectivament el guitarrista, baixista i bateria del que seria la seva primera banda. Mentre eren estudiants, el seu repertori es componia d'interpretacions de música de Lou Reed, David Bowie, Alice Cooper, Roxy Music i Alex Harvey. Després de deixar l'escola el 1977 van batejar la seva banda amb el nom The Boys Next Door i comencen a tocar i cantar material original. Rowland S. Howard s'uneix a la banda el 1978 com a guitarrista.

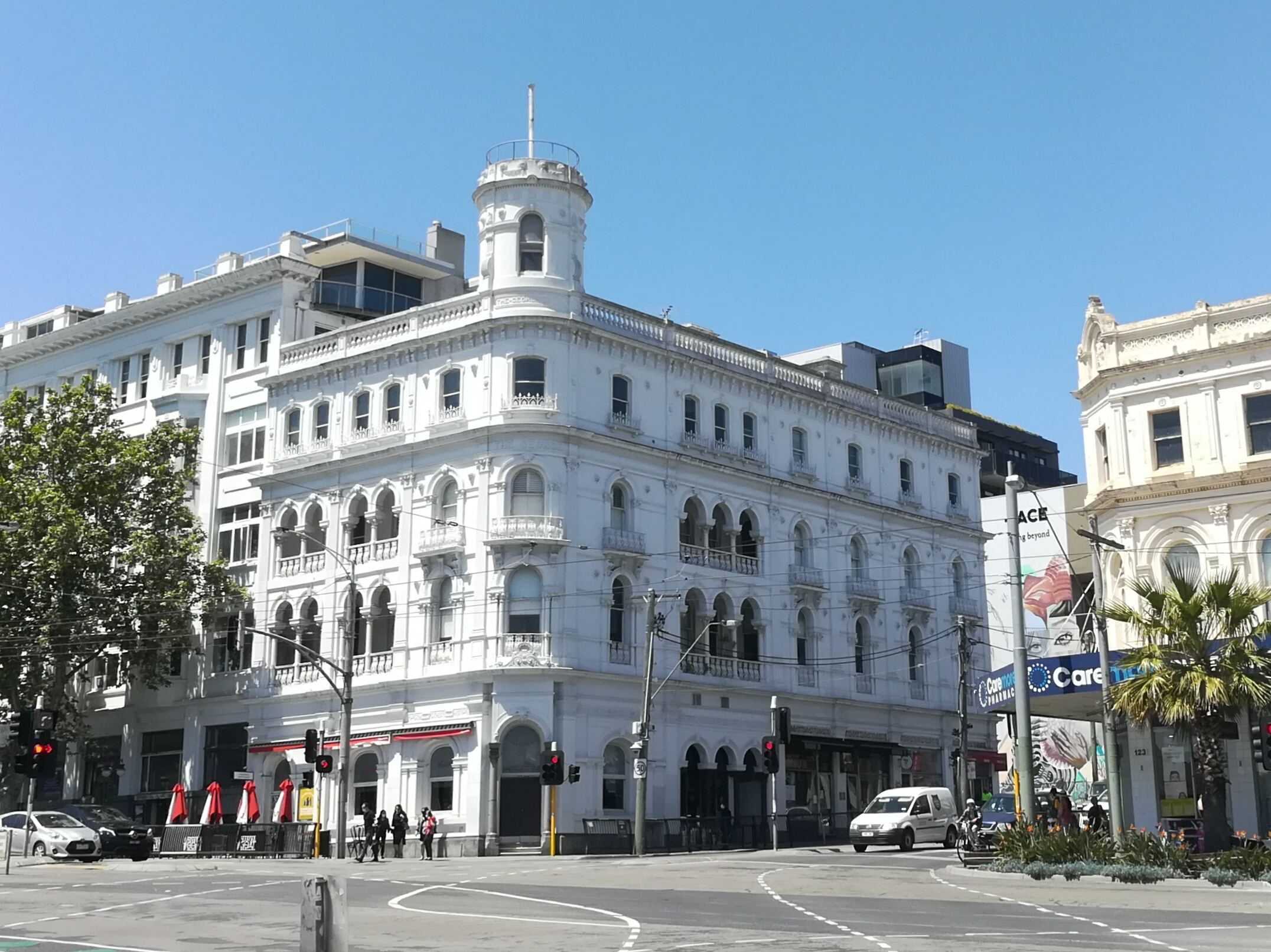
El lloc post-punk de Melbourne The Crystal Ballroom, el primer gran escenari de Nick Cave.

Des de 1977 fins a la seva dissolució el 1984 la banda The Boys Next Door va explorar amb diverses variants del punk: des de riffs inspirats en els de Ramones fins a una renovada ona d'inspiració en David Bowie i una espècie d'expressionisme postpunk, per acabar en una barreja de noise i art-rock.
The Boys Next van formar part de l'escena postpunk de Melbourne de finals dels setanta i van tocar en diversos concerts en viu per tota Austràlia fins que el 1980 van canviar el nom de la banda a The Birthday Party i es van mudar a Londres i després a Alemanya Federal. La cantautora Anita Lane, xicota de Nick Cave, els va acompanyar a Londres. La banda va guanyar una notòria reputació gràcies a les lletres provocatives de Cave i a les seves escandaloses actuacions en viu; en aquestes Cave cridava, xisclava i s'arrossegava per l'escenari al ritme estrident de rudes guitarres distorsionades.
Després de conrear un estatus de culte a Austràlia i Europa, The Birthday Party es va desintegrar el 1984. Rowland S. Howard i Nick Cave van trobar dificultats per continuar treballant junts, i ambdós es trobaven exhaustos per l'abús d'alcohol i drogues.

### The Bad Seeds
Nick Cave i Mick Harvey van formar el primer acoblament de Nick Cave and The Bad Seeds. Aquest nou nom emfatitza el rol de Cave com a líder de la banda i no com a simple membre. Nick Cave comença a escriure lletres més líriques i narratives, en contrast amb l'expressionisme que havia usat en els seus projectes anteriors. The Bad Seeds va ser conceptualitzat com un acoblament de músics internacionals, principalment amb el guitarrista alemany Blixa Bargeld (de la banda Einstürzende Neubauten), el baixista anglès Barry Adamson i el guitarrista australià Hugo Race. També Anita Lane va escriure cançons per a The Bad Seeds. Aquesta alineació va gravar l'àlbum debut From Her to Eternity, llançat el 1984.
Cave es va separar d'Anita Lane a mitjan dècada dels vuitanta i va començar una relació amb Elisabeth Recker. Durant l'estada de la banda a Berlín, es van llançar quatre ábums: The Firstborn Is Dead, Kicking Against the Pricks, Your Funeral... My Trial i Tender Prey.
Mentre viu a Berlín Oest, Cave comença a treballar en la seva futura primera novel·la: And the Ass Saw the Angel (1989). Existeix una significativa intertextualitat entre la seva novel·la i les lletres que Cave va escriure per a les últimes cançons de The Birthday Party i les etapes primerenques de la seva carrera amb The Bad Seeds.
Després d'acabar And the Ass Saw the Angel, Cave deixa Berlín poc després de la caiguda del mur i es va muda a São Paulo, el Brasil, on coneix Viviane Carneiro. Els dos tenen un fill, Luke, l'any 1991. La parella mai no va contreure matrimoni. Cave té un altre fill, Jethro, també nascut el 1991; aquest viu amb la seva mare, Beau Lazenby, a Austràlia.
Va ser al Brasil on va gravar, el 1990, el seu àlbum The Good Son, una de les cimeres de la seva carrera. Aquest preciosista disc, líric i orquestral, i mancat de la fúria i l'esquinç anteriors, va suposar el definitiu divorci entre Cave i cert sector del seu públic.
El 1992 publica Henry's Dream, disc produït per David Briggs. El 1993, deixa el Brasil i es muda a Londres, Anglaterra. Aquell mateix any publica un àlbum en viu, Live Seeds, gravat durant la gira de presentació de Henry's Dream. Un any després, 1994, treu la seva següent obra, Let Love IN, un dels seus discs més ben rebuts tant per la crítica com pel públic.
El 1996, Nick Cave and The Bad Seeds llancen Murder Ballads, una col·lecció de cançons sobre assassinats. L'àlbum inclou Henry Lee, un duet amb la cantant britànica PJ Harvey (amb qui va tenir una breu relació amorosa), i Where the Wild Roses Grow, un duet amb Kylie Minogue (qui també va ser la seva xicota). Aquesta última cançó va ser un èxit popular a Austràlia, on li va aportar a la banda tres premis ARIA, incloent "Cançó de l'any".
El següent àlbum, The Boatman's Call (1997), Nick Cave es desvia de les narratives genèriques i violentes del seu passat com a compositor cap a cançons amb una lletra biogràfica i confessional sobre les seves relacions amb Carneiro i PJ Harvey. Aquest va ser també el primer àlbum que se centraria majoritàriament al piano, tocat per Cave.
Després de The Boatman's Call va prendre un descans per recuperar-se de l'addicció a l'heroïna i l'alcohol que l'atribolava des de feia vint anys. Durant aquest període va conèixer la seva parella actual, la model britànica Susie Bick. Es van casar el 1999, i avui tenen una parella de bessons, Arthur i Earl Cave. Completament recuperat, Cave va ressorgir amb el complex, malenconiós i altament elogiat àlbum No More Shall We Part que va llançar amb la seva banda el 2001. Després del llançament de l'àlbum Nocturama (2003), Blixa Bargeld va anunciar la seva retirada de la banda, deixant Mick Harvey com l'únic membre original de The Bad Seeds, a part del mateix Nick Cave. Tanmateix, el següent any la banda va treure el seu primer disc doble: Abattoir Blues / The Lyre of Orpheus, que va tenir gran acceptació entre els crítics.
El 2005 Nick Cave and The Bad Seeds van llançar B-Sides & Rarities, una col·lecció de 56 cançons en tres discs, incloent peces poc conegudes i cançons que havien aparegut en bandes sonores de pel·lícules.
Després de gravar un disc sota el nom de Grinderman el 2007 (una banda formada al costat d'uns altres 3 dels Bad Seeds, on explorava el rock i el blues més primitiu, proper a vegades a la música que els Bad Seeds feien en la seva primera època), el 2008 Nick Cave torna a gravar amb tots els Bad Seeds un disc, titulat Dig, Lazarus, dig!!!, que beu de les influències de Grinderman.

## Discografia de Nick Cave amb The Bad Seeds

### Àlbums d'estudi
- From Her to Eternity (1984)
- The Firstborn Is Dead (1985)
- Kicking Against the Pricks (1986)
- Your Funeral... My Trial (1986)
- Tender Prey (1988)
- The Good Son (1990)
- Henry's Dream (1992)
- Let Love In (1994)
- Murder Ballads (1996)
- The Boatman's Call (1997)
- No More Shall We Part (2001)
- Nocturama (2003)
- Abattoir Blues / The Lyre of Orpheus (2004)
- Dig, Lazarus, Dig!!! (2008)
- Push the Sky Away (2013)
- Skeleton Tree (2016)
- Ghosteen (2019)
- Wild God (2024)

### Música pel cinema
- Ghosts... of the Civil Dead amb Harvey & Bargeld
- To Have and to Hold amb Harvey & Bargeld
- The Proposition (2005) amb Warren Ellis
- The Assassination of Jesse James by the Coward Robert Ford (2007) amb Ellis
- And the Ass saw the Angel amb Mick Harvey
- The Road (2008) amb Ellis[12]

### Àlbums en directe i recopilacions
- Live Seeds (1993)
- The Best of Nick Cave and the Bad Seeds (1998)
- B-Sides & Rarities (3 CDs) (2005)

### DVDivídeo
- The Road to God Knows Where - Documental sobre una gira per Estats Units
- Live at the Paradiso - En viu a Amsterdam
- Nick Cave and the Bad Seeds: The Videos
- God is in the house - En viu a Lió, França

## Llibres publicats
- And the Ass Saw the Angel - Nick Cave (1989) ISBN 1880985721
- King Ink - Nick Cave (1988) ISBN 188098508X
- King Ink II - Nick Cave (1997) ISBN 2842610539
- The Pocket Canons Bible Series: Authorised King James Version: The Gospel According to Mark: Introduction - Nick Cave (1998) ISBN 0862417961
- Complete Lyrics - Nick Cave (2001) ISBN 0141005157
- Smack my Crack-Nick Cave amb altres autors

## Premis
- 2005 Q magazine: Q Classic Songwriter Award
- 2005 AFI Awards: Best Original Music Score (The Proposition)
- 2005 Inside Film Awards: Best Music (The Proposition)
- 2005 Film Critics Circle Of Australia Awards: Best Musical Score (The Proposition)
- 2001 ARIA Awards: Best Male Artist (No more shall we part)
- 2001 APRA Music Awards: The Ship Song
- 1997 APRA Music Awards: Songwriter of the year
- 1997 ARIA Awards: Best Original Soundtrack (To have and to hold)
- 1996 ARIA Awards: Song of the Year & Single of the Year & Best Pop Release (Where the wild roses grow)
- 1996 MTV Europe Music Awards
- 1990 Time Out Magazine: Book Of The Year (And The Ass Saw The Angel)